# روبرت شيبرد
روبرت شيبرد (بالإنجليزية: Robert Shepherd)‏ هو أكاديمي أمريكي، ولد في 22 سبتمبر 1937 في ريتشموند في الولايات المتحدة، وتوفي بنفس المكان في 11 ديسمبر 2008.